# Paruzja

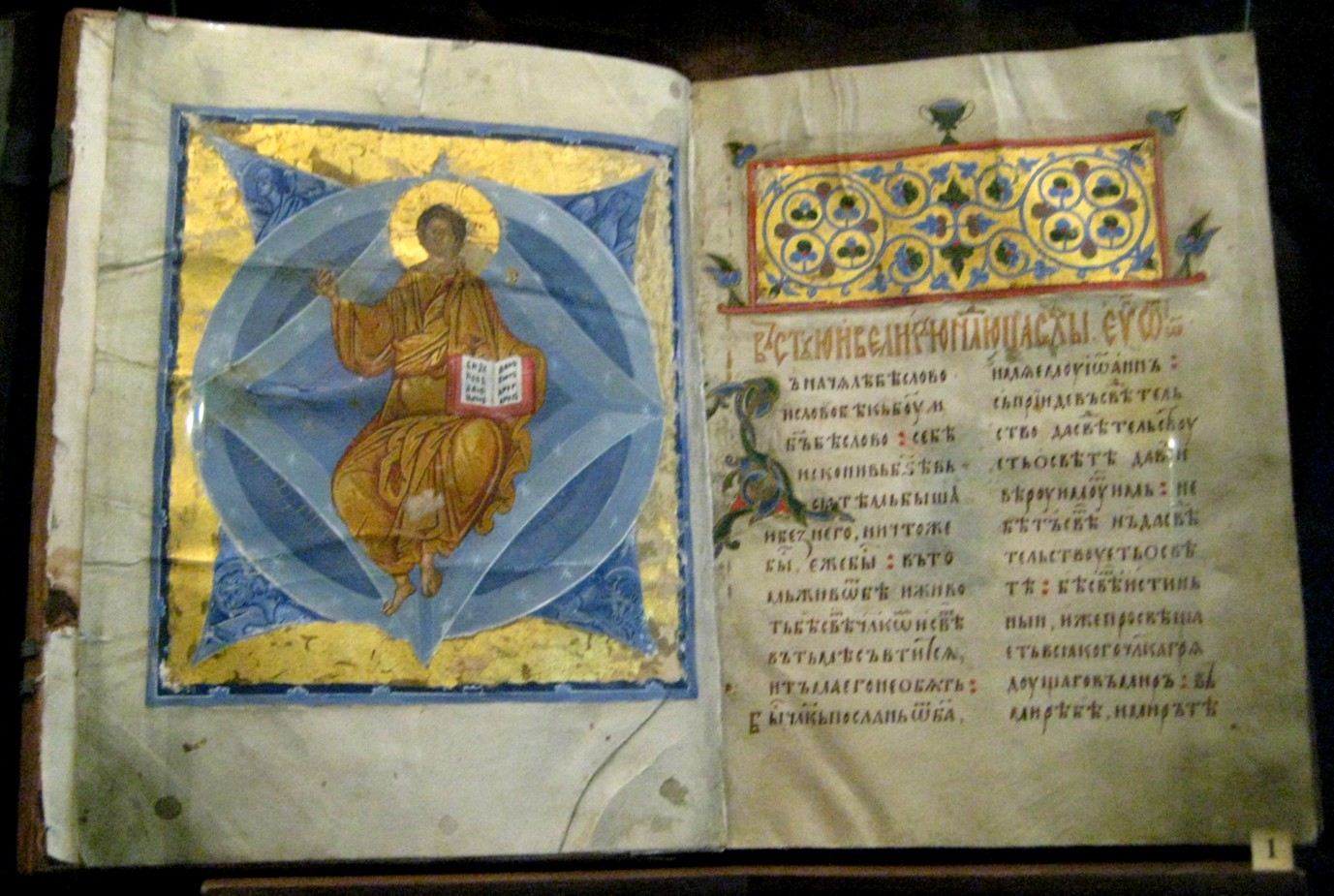
Chrystus w chwale, miniatura z XV-wiecznego ewangeliarza ruskiego

Paruzja, Dzień Pański, Drugie przyjście (z gr. παρουσία, obecność, przyjście, pojawienie się) – według Nowego Testamentu oznacza zapowiadany przez proroków powrót Chrystusa na świat w chwale pod koniec dziejów, jako triumfatora nad złem, wskrzesiciela umarłych i sędziego świata. Jej źródłami biblijnymi są wypowiedzi Jezusa w ewangeliach (głównie Mt 24, Mk 13 i Łk 21), komentarze św. Pawła z Tarsu i Apokalipsa św. Jana.

## W Biblii
Według proroków Starego Testamentu Dzień Pański („Dzień Jahwe”), będący wyraźnym działaniem Boga, ma być dniem przerażającego „Gniewu Pańskiego”, któremu mają towarzyszyć wielkie plagi i nieszczęścia – obejmujące jednak wyłącznie grzeszników. Dla wiernych sług bożych będzie to dzień wielkiej radości (zob. Jl 1,15; 2,1-11; Am 5,16-20; 8,9-10; Sof 1,14-17; Za 14,1-6; Ml 3,19-24).
Paruzja w Biblii to zwieńczenie historii zbawienia. Oznacza przyjście Jezusa Chrystusa w chwale na końcu historii świata, który objawi się, by zbawić wierzących i dokonać sądu nad całym światem. Paruzja ukaże ostateczne zwycięstwo nad wszystkimi przeciwnikami Boga i jego dzieci. Jest rozumiana w Biblii jako czas szczególnego nawiedzenia stworzenia przez Stwórcę.

### Stary Testament

#### Zapowiedź dnia Jahwe
Według Paula Auvray OP i Xaviera Léon-Dufour SJ już od najwcześniejszych dziejów ludu Izraela, można dostrzec w Starym Testamencie żywe oczekiwanie na nadejście Dnia światłości (Am 5,18). Znajdujemy w nim cały szereg proroctw o tym, jak ów dzień będzie wyglądał: będzie to realny koniec (Ez 7,6 n); generalna zagłada (Sof 1,18), sąd polegający na oddzieleniu jednych od drugich (Ml 3,20), panika ogarnie wszystkich ludzi (Iz 2,10.19), ludzie będą się kryć (Iz 2,21), pełni niepokoju (Ez 7,7), przerażeni (Iz 13,8) i popadną w jakieś zaślepienie (Sof 1,18), ziemia zadrży (Jl 2,1.10). Wyżej wymienione opisy są nie tylko zapowiedzią dnia ostatniego, są również opisem tego, co miało się dziać lub co się działo w historii ludu Izraela. Bóg wkraczał w historię Izraela między innymi w taki sposób, że: gdy było to potrzebne – zatrzymywał słońce (Joz 10,12nn), (Wj 14,20; Joz 24,7), posługiwał się obłokami (Sdz 5,4n), do Jego dyspozycji były pioruny (1 Sm 7,10) lub nawet spadające z nieba kamienie (Joz 10,11); siał popłoch wśród wojsk wroga Jego ludu i przeganiał je (Wj 15,14n; 23,27n; Joz 2,9; 5,1). Te obrazy zaczerpnięte z dziejów ludu Izraela, stały się dla wielu Żydów zapowiedzią tego, jak w przybliżony sposób może wyglądać Dzień Pański, a ponadto wskazują na to, że Panem historii jest Jahwe.

#### Oczekiwanie na dzień ostateczny
W Księdze proroka Amosa 5,18nn Dzień Jahwe początkowo ukazany jest jako dotyczący tylko samego Izraela. W narodzie wybranym istniało nierzadko fałszywe poczucie, iż zostanie on wyzwolony ze wszystkich ucisków, bez spełniania jakichkolwiek warunków z ich strony. W przesłaniu proroka Sofoniasza (ok IV w. przed. Chr.) horyzont się rozszerzył (So 2,4-15 oraz 3,9-18).
Prorocy jednak szli wbrew tym bardzo powszechnym nadziejom, zaznaczając że zwycięstwo w ów dzień zostanie podarowane tylko Reszcie Izraela. Czas poprzedzający przyjście Pana, będzie również czasem możliwości powrotu do Boga przez pogan. W Starym Testamencie, na określenie Dnia Pańskiego, przytoczonych zostało wiele różnych motywów, np. ciągła potrzeba oczyszczania Izraela (Ml 3,2; Zch 13,1n), widzimy obraz gwarancji opieki nad narodem wybranym (Zch 12,1-4), czytamy o charyzmatach Ducha Świętego (Jl 3; Zch 12,10), o raju na nowo odzyskanym (Jl 4,18; Zch 14,8), o pomście krzywd na wrogach (Jer 46,10), gdy wybije godzina narodów (Ez 30,3n), odbędzie się „dzień” pomsty Boga Jahwe (Iz 34,8).
Proroctwa Starotestamentalne odnoszące się do Dnia Pańskiego, pozostają w realnym kontakcie z historią: grupa państw z czterech końców świata organizująca się przeciwko Jerozolimie (Zch 12,3), zostanie rozbita przez Jahwe, przychodzącego sądzić całą ziemię (Ps 94,2; 96,13); ziemia zostanie całkowicie wyludniona (Iz 24,1), a narody prowadzone przez Goga, wytracone będą doszczętnie (Ez 38). W ten właśnie sposób okaże się zwycięstwo Boga nad Jego wrogami.

### Nowy Testament
W terminologii hellenistycznej słowem παρουσία (parousia) określano pojawienie się władcy lub urzędnika o wysokiej randze. Spośród pisarzy Ewangelii, jedynie Mateusz posługuje się tym terminem. W Ewangelii Mateusza 24,3.27.37.39 termin ten oznacza przybycie, pojawienie się Jezusa.
W Nowym Testamencie paruzja jest nazywana Dniem Pańskim albo Dniem Chrystusa – Dniem przyjścia Syna Człowieczego. Termin ten ściśle wiąże się z tajemnicą wcielenia Syna Bożego (2 Tym 1,10). Greckie słowa określające ten dzień to apokalypsis (2 Tes 1,7; 1 P 1,7.13), parousia (Mt 24,3.27; 1 Tes 2,19 ; 2 Tes 2,1; 1 Kor 15,23; Jk 5,7 n; J 2,28), epiphaneia (1 Tym 6,14; Tt 2,14).

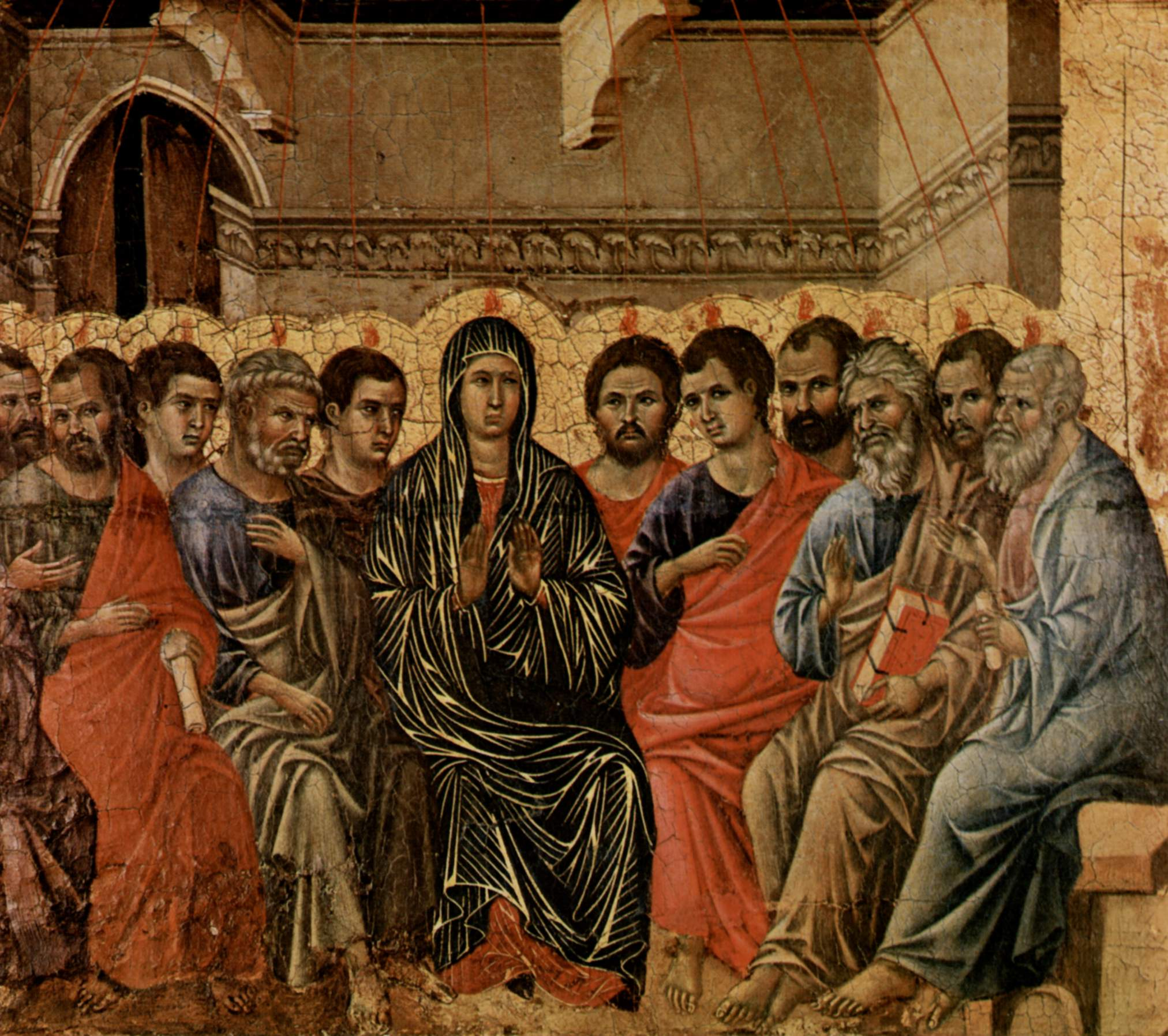
Zesłanie Ducha Świętego według Dziejów Apostolskich 2,16-21 było wypełnieniem proroctw Joela o dniach ostatnich (Jl 3,1-5). Duccio di Buoninsegna, tempera na drzewie 1308-1311 r. Muzeum katedralne w Sienie, Włochy.

#### Przyjście
W Ewangeliach widoczne jest pewne napięcie pomiędzy eschatologią tradycyjną, sięgającą do zapowiedzi Starego Testamentu, a jej aktualizacją w Nowym Testamencie. Z jednej strony św. Jan Chrzciciel wyrażał się o samym Jezusie, że przyszedł już Sędzia czasów ostatecznych (Mt 3, 11). Z drugiej, ten sam św. Jan pytał chwilę później, czy Jezus jest „Tym, który ma przyjść?” (Mt 11,3). Sam Jezus zaś, posługując się terminami zaczerpniętymi ze Starego Testamentu na określenie Dnia Pańskiego, mówił o sobie że Nadszedł już (Mt 12,28). W Dziejach Apostolskich Zesłanie Ducha Świętego było rozumiane jako wypełnienie proroctw Proroka Joela (Jl 3,1-5) o dniach ostatnich. Podobnie wejście pogan do Kościoła jest rozumiane jako spełnienie proroctwa Amosa 9,11-12 (por. Dz 15,16n) – jednak ani wydarzenie paschalne Wielkiej Nocy, ani Pięćdziesiątnica nie są określane mianem oczekiwanego przez wszystkich chrześcijan Dnia Pańskiego, w którym ponownie przyjdzie Syn Człowieczy w chwale (Dz 2,16-21).

#### Dzień Syna Człowieczego
Według Ewangelii św. Łukasza Syn Człowieczy przybędzie w chwale. Posiada on wszelkie rysy Syna Człowieczego z Księgi Daniela (Łk 17,24nn; por. Dn 7,13-14).
Nowy Testament opisując Dzień Pański, czerpał często z obrazów Starego Testamentu. Apostoł Paweł mówiąc o tym dniu zaznaczał, że będzie to dzień ostatecznego pokonania nieprzyjaciół Bożego planu zbawienia (1 Kor 15,24-28), nadejdzie tak nieoczekiwanie jak włamuje się złodziej i będzie to czas wielkiego cierpienia (1 Tes 5,3). Nastąpi wskrzeszenie zmarłych i spotkanie wszystkich z Chrystusem zstępującym z Nieba (1 Tes 4,16 n). W ostatniej księdze Nowego Testamentu, Apokalipsie, w szczególny sposób podejmującej temat Dnia Pańskiego, spotykamy takie jego elementy: wojska, okrzyki wojenne, gniew, sceny sądu (Ap 20,11n), czy zjawiska stricte kosmiczne (Ap 21,1). Według Dz 1,6; 3,19n w owym Dniu zatriumfuje w pełni Bóg (ST) przez swojego Syna Jezusa Chrystusa (NT). 1 List Piotra 1,1n mówi o tym, że w Dniu Pańskim wszystko wróci do dawnego porządku ze względu na dokonujące się zbawienie. Św. Paweł w Liście do Filipian nauczał, że tego dnia ciała ludzkie zostaną przemienione w chwalebne ciała na wzór ciała Chrystusa (Flp 3,20n).

#### Dzień Pański a życie chrześcijan
W nauczaniu św. Pawła i w listach innych apostołów oczekiwanie na ponowne przyjście Chrystusa pozwala chrześcijanom przeżywać doczesność z odpowiednią świadomością: mogli pełniej odkrywać swą godność (1 Kor 3,13), znaczenie aktywności ludzkiej (1 Kor 4,3nn). W nauczaniu św. Piotra, świadomość wciąż zbliżającego się Dnia Pańskiego pozwala wiernym z radością i nadzieją znosić prześladowania (1 P 4,13 n) i oczekując Go modlić się słowami z modlitwy Pańskiej: „Przyjdź Królestwo Twoje”. Wierzyli, że Bóg doprowadzi swoje dzieło zbawienia do końca (Flp 1,6). W perspektywie tego dnia, Listy zwracają uwagę na dar wiary i czystości w życiu wiernych (1 Kor 1,8; Flp 1,9n; 2 Tym 1,12.18), którzy w postawie miłości oczekują tej ostatniej epifanii (2 Tym 4,8). Listy podkreślają też, że tym, kto ma doprowadzić dzieło zbawienia aż do końca, jest Bóg (Flp 1,6). Pisma Jana Ewangelisty podkreślają rolę ufności chrześcijańskiej, dającej podstawę do dumy w obliczu nadchodzącego Dnia Pańskiego (1 J 2,28; 4,17), jak i wobec jawnych, destrukcyjnych przejawów działalności Antychrysta (J 14,1-4).

#### Czas paruzji
Według 1. Listu do Tesaloniczan: „Dzień Pański przyjdzie jak złodziej w nocy” (1 Tes 5,2). Księga Apokalipsy przytacza słowa Jezusa : „Zaiste, przyjdę niebawem” (Ap 22,20). W swym liście Piotr Apostoł przestrzegał: Dzień Pański przybliżył się, blisko jest sąd (1 P 4,5 nn). Ewangelia Mateusza poświęca wiele miejsce Dniowi Pańskiemu: nikt oprócz Boga Ojca nie wie, kiedy czas ten przyjdzie (Mt 24,43), Chrystus zapowiedział pewne opóźnienie (Mt 25,5.19), wzywając wiernych do czuwania, pomnażania talentów (Mt 25,14-30), okazywania pomocy innym ludziom (Mt 25,31-46; por. J 13,33-36; Ga 6,10; Kol 4,5; Ef 5,16).
2. List Piotra przestrzegał chrześcijan, że to, iż ponowne przyjście Pana na Ziemię opóźnia się, wcale nie upoważnia człowieka, do dawania posłuchu fałszywym nauczycielom. Bóg przyjdzie na pewno (2 P 3,10). Jeżeli zaś ze swoim przyjściem, każe nam jeszcze czekać, to dlatego, że czas u Boga, który w swej cierpliwości spodziewa się nawrócenia wszystkich ludzi (2 P 3,8n), jest postrzegany inaczej (2 P 3,8).
Interpretując zapisy odnośnie do perspektywy czasowej paruzji, zawarte w księgach Nowego Testamentu, część badaczy Jezusa historycznego wypracowała hipotezę Jezusa jako proroka apokaliptycznego.

#### Pascha i paruzja
Pismo Święte omawia też relację między Paschą i paruzją. Według listu do Efezjan zbawienie jest już osiągnięte (Ef 2,5 n), życie chrześcijan jest ukryte w Bogu (Kol 3,3 n), są już współzmartwychwstali z Chrystusem przez chrzest (Rz 6,3 n). W Ewangelii Jana chrześcijanie otrzymują przestrogę na temat dnia Pańskiego, że będzie to czas poprzedzony licznymi cierpieniami (J 13,19; 14,1; 16,1-4), będzie dniem ostatnim (6,39 n. 44. 54; 11,24; 12,48), nieprzyjaciel będzie wyrzucony precz na zewnątrz (12,31), będzie powszechne zmartwychwstanie na sąd (5,28; 11,24), będzie rzucony ogień (15,6). Według Ewangelii to wszystko wypełnia się już w doczesności (5,25; 12,31): głos Syna Człowieczego zastępuje trąby na sądzie (5,25). Sprawiedliwi otrzymują życie wieczne (5,24), gniew spada na niewiernych (3,36), już teraz objawiana zostaje chwała (1,14; 2,11; 11,40). W ten sposób – według św. Jana – każdy akt zaufania w objawiającego się Jezusa, czyni aktualnym dzień sądu (5,24; 6,47).
Paul Auvray OP i Xaviera Léon-Dufour SJ wskazują, że w Ewangelii Jana ukazane jest napięcie pomiędzy teraźniejszością a przyszłością, choć zdecydowanie jednak rzeczywistość aktualna bierze w niej górę nad oczekiwaniem tego co jeszcze w przyszłości ma się wydarzyć. Kościół o tyle objawia światu w teraźniejszości obecność Chrystusa, o ile wiernie wypełnia prawo miłości (J 13,35).